# Мальцево (Северо-Казахстанская область)
Мальцево (каз. Мальцево) — село в Есильском районе Северо-Казахстанской области Казахстана. Входит в состав Покровского сельского округа. Код КАТО — 594255400.

## Население
В 1999 году население села составляло 244 человека (113 мужчин и 131 женщина). По данным переписи 2009 года, в селе проживало 220 человек (113 мужчин и 107 женщин).